# 中野就斗
中野 就斗（なかの しゅうと、2000年6月27日 - ）は、東京都青梅市出身のプロサッカー選手。Jリーグ・サンフレッチェ広島所属。ポジションはディフェンダー（センターバック）、ミッドフィールダー（ディフェンシブハーフ、ウイングバック）。
実弟の中野力瑠もプロサッカー選手（ザスパ群馬所属）。

## 来歴
桐生第一高等学校では主将を務め、センターバックやボランチとして守備力と統率力で関東プリンスリーグ1部残留に貢献。
桐蔭横浜大学サッカー部への進学後、デンソーチャレンジカップ関東C・北信越選抜チームでディフェンスリーダーを務めるなど一躍プロ注目の存在となり、2022年に山﨑大地と共に翌年のサンフレッチェ広島加入が内定した。同年は特別指定選手としてプレー、開幕節で途中出場しJリーグデビュー。2023年4月19日、ルヴァン杯第4節のヴィッセル神戸戦で、公式戦初ゴールを決めた。

## 人物・プレースタイル
対人能力や広い守備範囲、運動量を活かしたディフェンスのみならず、セットプレーやロングフィードなど攻守両面で活躍する。弾道の低い早いロングスローも特徴で得点に繋げる。推進力を武器にサイドでのプレーも可能で、Jリーグデビュー戦では右ウイングバックを務めた。

## 所属クラブ
- Az'86東京青梅（青梅市立第六小学校→青梅市立西中学校）
- 桐生第一高等学校
- 2019年 - 2022年 桐蔭横浜大学
  - 2019年 桐蔭横浜大学FC
  - 2020年 - 2022年 桐蔭横浜大学サッカー部
  - 2022年  サンフレッチェ広島F.C（特別指定選手）[8]
- 2023年 -  サンフレッチェ広島F.C

## 個人成績
| 国内大会個人成績 | 国内大会個人成績 | 国内大会個人成績 | 国内大会個人成績 | 国内大会個人成績 | 国内大会個人成績 | 国内大会個人成績 | 国内大会個人成績 | 国内大会個人成績 | 国内大会個人成績 | 国内大会個人成績 | 国内大会個人成績 |
| 年度             | クラブ           | 背番号           | リーグ           | リーグ戦         | リーグ戦         | リーグ杯         | リーグ杯         | オープン杯       | オープン杯       | 期間通算         | 期間通算         |
| 年度             | クラブ           | 背番号           | リーグ           | 出場             | 得点             | 出場             | 得点             | 出場             | 得点             | 出場             | 得点             |
| 日本             | 日本             | 日本             | 日本             | リーグ戦         | リーグ戦         | リーグ杯         | リーグ杯         | 天皇杯           | 天皇杯           | 期間通算         | 期間通算         |
| ---------------- | ---------------- | ---------------- | ---------------- | ---------------- | ---------------- | ---------------- | ---------------- | ---------------- | ---------------- | ---------------- | ---------------- |
| 2019             | 桐蔭大FC         | 29               | 関東1部          | 12               | 1                | 0                | 0                | 0                | 0                | 12               | 1                |
| 2020             | 桐蔭大           | 25               | -                | -                | -                | -                | -                | 1                | 0                | 1                | 0                |
| 2022             | 桐蔭大           | 3                | -                | -                | -                | -                | -                | 1                | 0                | 1                | 0                |
| 2022             | 広島             | 31               | J1               | 1                | 0                | 0                | 0                | -                | -                | 1                | 0                |
| 2023             | 広島             | 15               | J1               | 30               | 1                | 3                | 1                | -                | -                | 33               | 2                |
| 2024             | 広島             | 15               | J1               | 38               | 5                | 6                | 0                | 3                | 0                | 47               | 5                |
| 通算             | 日本             | 日本             | J1               | 69               | 6                | 9                | 1                | 3                | 0                | 81               | 7                |
| 通算             | 日本             | 日本             | 関東1部          | 12               | 1                | 0                | 0                | 0                | 0                | 12               | 1                |
| 通算             | 日本             | 日本             | 他               | -                | -                | -                | -                | 2                | 0                | 2                | 0                |
| 総通算           | 総通算           | 総通算           | 総通算           | 81               | 7                | 9                | 1                | 5                | 0                | 95               | 8                |

- 2022年は特別指定選手
- Jリーグ初出場：2022年2月19日 J1第1節・対サガン鳥栖戦（Eスタ）
  - 56分藤井智也と交代途中出場

## 代表・選抜歴
- 関東C・北信越選抜
  - デンソーカップサッカー （2021年）

## タイトル

### クラブ
桐蔭横浜大学サッカー部
- 全日本大学サッカー選手権大会（2022年）

### 個人
- 全日本大学サッカー選手権大会・ベストDF（2022年）
- J1リーグ優秀選手賞（2024年）